# Bunias orientalis
Bunias orientalis es una especies perteneciente a la familia Brassicaceae.

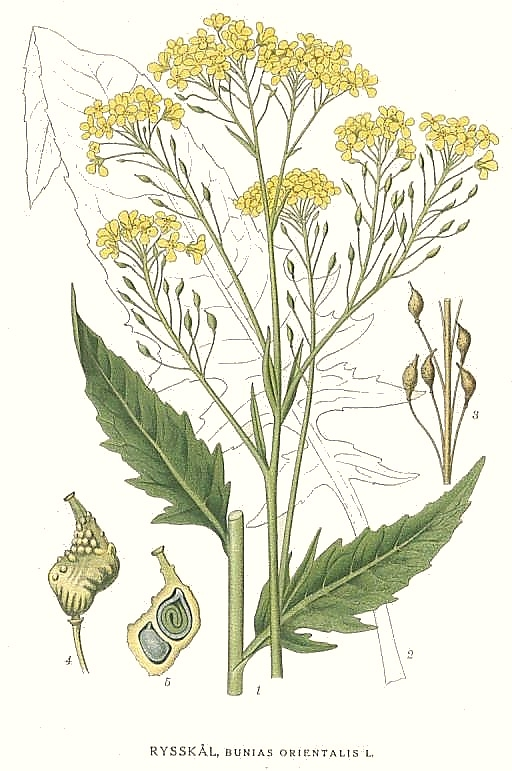
Ilustración

## Caracteres
Planta perenne, glabra o espaciadamente glandular, de 25-120 cm de altura. Hojas lanceoladas, divididas. Flores amarillas, en inflorescencias ramosas; sépalos lanceolados, extendidos o de pelo hirsuto; pétalos de 4-8 mm. Vaina ovoide, cubierta de protuberancias irregulares. Florece en primavera y verano.

## Hábitat
Zonas baldías

## Distribución
Originaria del este de Europa. Introducida en Bélgica, Gran Bretaña, Dinamarca, Finlandia, Francia, Alemania, Holanda, Noruega, Suecia, Austria, República Checa y Suiza.

## Taxonomía
Bunias orientalis fue descrito por Carlos Linneo y publicado en Species Plantarum 2: 670. 1753.
Sinónimos
- Myagrum   taraxacifolium Lam.   [1785, Encycl. Méth. Bot., 1 : 571]
- Rapistrum glandulosum Bergeret [1786, Phytonomat. Univers., 3 : 165]
- Laelia orientalis (L.) Desv. [1815, J. Bot. Agric., 3 : 160]
- Bunias verrucosa Moench [1794 : 278] [nom. illeg.]
- Bunias perennis Moench[3]